# Montazzoli
Montazzoli è un comune italiano di 792 abitanti della provincia di Chieti in Abruzzo, facente parte dell'unione dei comuni del Sinello.

## Geografia fisica

### Territorio

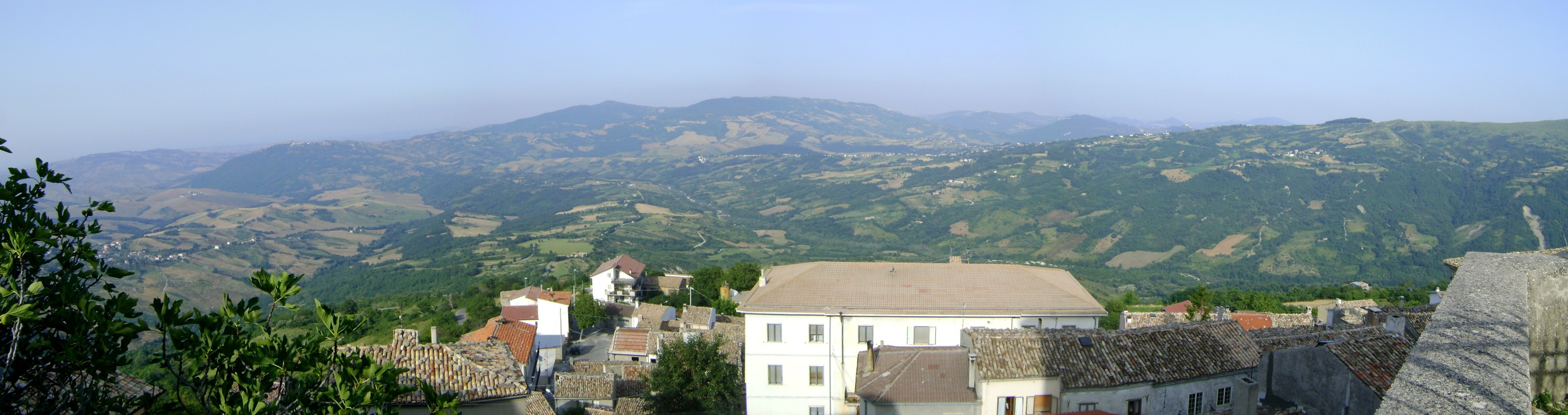
Le colline circostanti Montazzoli

Il territorio comunale fa anche parte della Comunità montana Valsangro.
Attualmente conserva la struttura originaria dovuta alla topografia che consta di due di colli posti sull'asse nord sud, ossia il Colle San Carlo posto a sud ed il Colle Ripa sito a nord separati da una piccola pianura che ha accolto le più recenti abitazioni. Il Colle Ripa accoglie l'abitato originario e lo separa dal fiume Sinello. Il Colle Ripa ospita anche il castello che, anche se essendo più basso del Colle San Carlo, offriva più copertura e più riparo.

## Storia
Il paese odierno si è originato intorno ad una torre semaforica a sua volta sorta tra il IX ed il XII secolo, epoca in cui giungeva in loco una diramazione del tratturo che da Civita del Conte giungeva alla Masseria Baronessa. Il nucleo originario constava di servitù e delle fabbriche annesse al castello. Dal 1270 s'incomincia a definire castrum l'abitato che incomincia ad inglobare le varie case sparse limitrofe anche se di dimensioni relativamente grandi di Baselice di Civita del Conte spinsero l'abitato ad est e diedero origine alla chiesa parrocchiale soggetta al Castello identificabile con la cappella del Purgatorio alla propaggine nord del Colle Ripa ove oggi sorge una "sala poliuso". Verosimilmente l'abitato era cinto da mura. Successivamente l'agglomerato si spinge nella pianura fra i due colli. Dall'anno 1231 viene aggregato al Giustizierato di Molise (esclusi Baselice e Civita del Conte) costituendo un'exclave all'interno dell'Abruzzo Citra (rimanendo però nella Diocesi di Chieti). Nel 1807 viene riaggregato nell'Abruzzo Citra; nel 1686 ingloba le università di Baselice e Civita del Conte.

## Monumenti e luoghi d'interesse

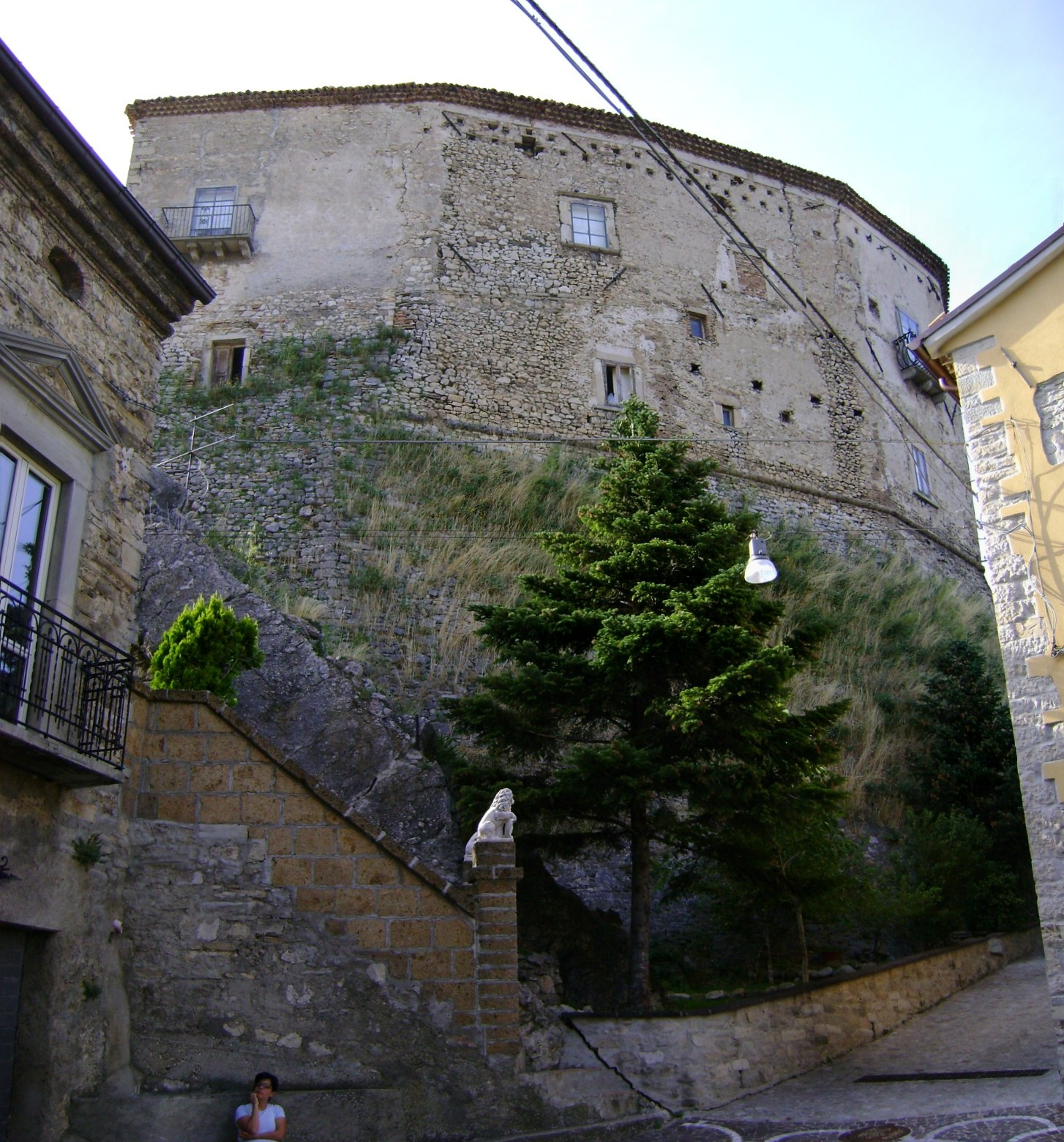
Veduta del castello Franceschelli

- Castello Franceschelli, sito nella parte alta del paese.
- Chiesa parrocchiale di San Silvestro papa. Non è noto quando sia stata fondata. Fu edificata per il decadimento dell'antica chiesa parrocchiale di Santa Maria del Purgatorio, ritenuta non sufficiente come capienza. L'edificio consta di due corpi e torre campanaria restrostante in stile neo-tardo-romanico abruzzese ed interno barocco ad un'unica navata con tre nicchie con tre statue dietro l'altare.[6]
- Chiesa di Sant'Antonio. La chiesa è sita dietro la chiesa precedente. La chiesa risulta essere patronato della baronia Franceschelli. La tradizione vuole che la chiesa sia edificata nel 1700. La facciata è semplice con facciata terminante in alto con forma ad arco e tetto a doppio spiovente. Una rampa di scale permette di accedere al portale. Il campanile è posto nella parte retrostante. L'interno, barocco è ad un'unica navata. Dietro l'altare vi sono te nicchie con le statue di tre santi.[7]

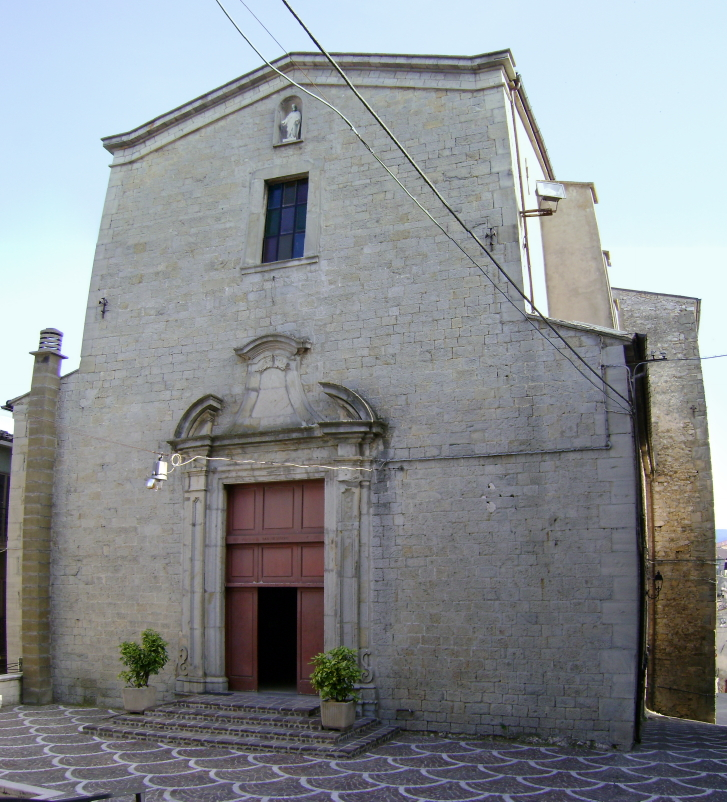
La chiesa di San Silvestro

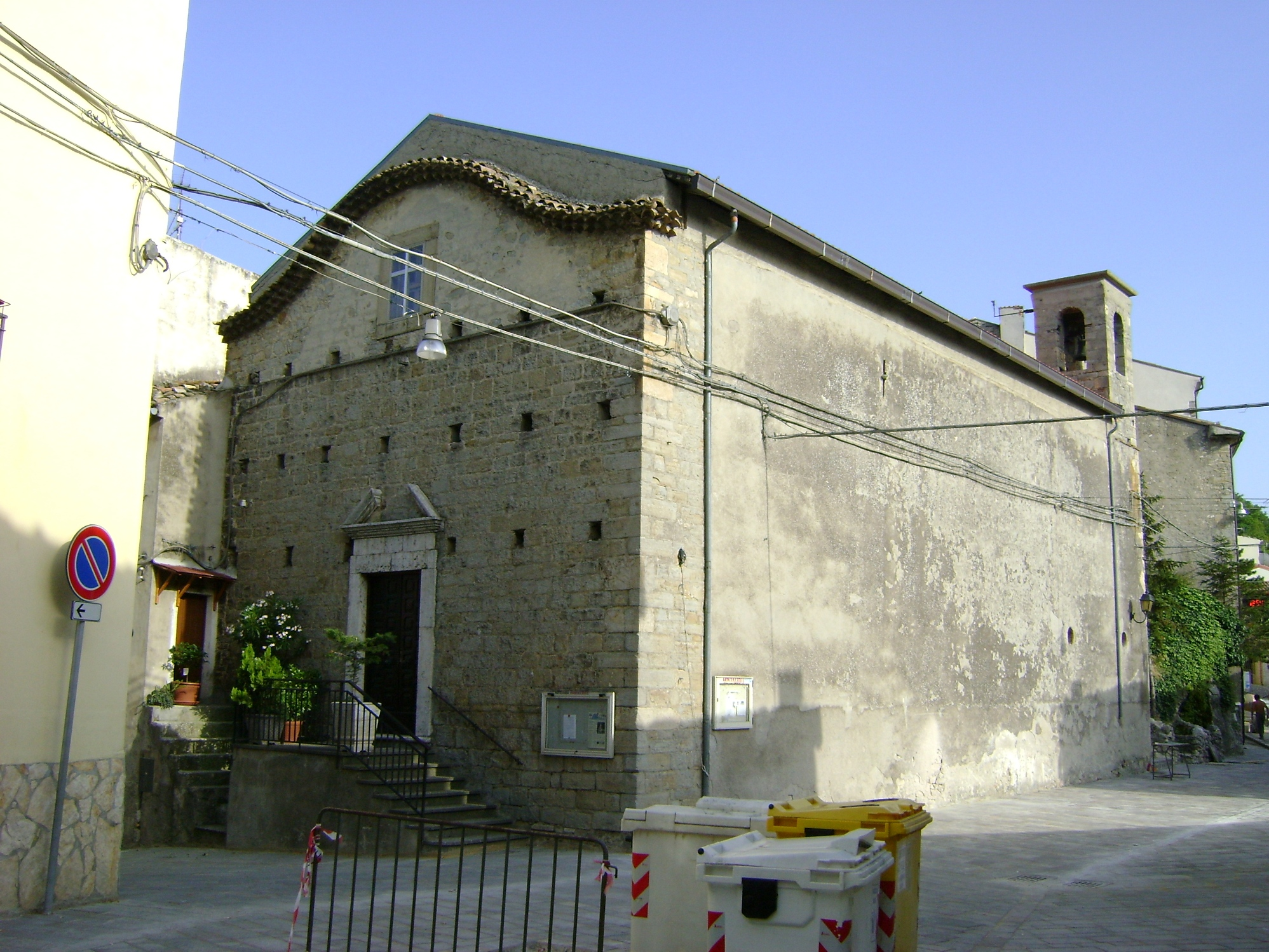
La chiesa di Sant'Antonio

- Chiesa di Santa Maria della Spogna. La chiesa deve il nome al fatto che la chiesa fu edificata su una zona ove vi sono delle formazione di rocce carbonatiche dette localmente spugne tipiche delle formazioni carsiche. La fondazione venne fatta risalire al XII-XVIII secolo. Nel 1771 risulta completamente diroccato ed abbandonato. Nel 1824 venne restaurato per intercessione dell'arcipresbitero Rocco Franceschelli. La chiesa è in stile ottocentesco mentre il portale ed il finestrone sono barocchi. Nell'interno vi è un organo in cui vi è un'incisione che indica che è stato costruito nel 1890.[8]
- Chiesetta Madonna del pastore. È sita in località Lago Negro. Consta di quattro pilastri che sorreggono una tettoia a doppio spiovente alla cui sommità vi è un campanile a vela su cui è posta una piccola croce. Nella zona in fondo alla chiesa vi è una statua della Madonna posta entro una nicchia sita in un'edicoletta con tettoia a doppio spiovente.[9]
- Chiesa di San Giovanni nella Frazione. La facciata è a capanna. Il portale, incorniciato è sormontato da un piccolo timpano ed una finestra tondeggiante, la facciata termina con un timpano più grande. Ai lati della facciata si aprono due finestre con arco a tutto sesto. Delle altre finestre si aprono sui prospetti laterali. Il campanile è a pianta quadrangolare ed è terminante su cuspide. L'interno è ad un'unica navata. Alla sinistra dell'altare vi è la statua di San Giuseppe mentre sulla parete di fondo vi sono due dipinti, tra cui uno raffigurante la Madonna.[10]
- Cappelletta di Sant'Antonio. Trattasi di una cappelletta sprovvista di tetto e di pareti. Consta di un altare che è posto davanti ad un piccolo muretto con doppio spiovente sul quale vi è una croce in ferro con sopra la scritta INRI e un'asta di ferro messa di traverso, alla cui destra vi è un'edicoletta con tetto a spiovente al cui interno vi è la statuetta dipinta di Sant'Antonio da Padova che sorregge sulla mano sinistra il Bambino Gesù.[11]
- Grotta della Madonna di Lourdes in piazza. Trattasi di una piccola grotta artificiale in cui sono poste le piccole statue della Madonna di Lourdes e di Bernadette Soubirous.[12]
- Statua di San Pio da Pietrelcina. Trattasi di una statua sita in una nicchia posta entro un muraglione alla cui destra vi è una croce. Tutt'intorno vi è un giardino.[13]
- Monumento ai caduti. Consta di un piedistallo di marmo in cui sono posti i nomi dei caduti del paese ov'e la statua bronzea di un militare che impugna nella mano destra una spada.[14]

## Società

### Evoluzione demografica
Abitanti censiti

## Cultura

### Eventi e manifestazioni
- 28 marzo: Fiera di San Giuseppe
- 11 maggio: Fiera di San Michele
- 3 giugno: Fiera di sant'Antonio
- 4 giugno: Festa di San Nicola (o festa patronale)
- 24 giugno: Festa di San Giovanni Battista (presso la frazione Fonte San Giovanni)
- 2 luglio: Festa della Madonna della Spogna
- 24 luglio: Fiera di Sant'Anna
- Seconda domenica di agosto: Festa della Montagna (presso la cappella della Madonna del Buon Pastore)
- 15 agosto: Festa di San Rocco
- 4 settembre: Festa della Madonna
- 3 settembre: Fiera di San Rocco
- 11 ottobre: Fiera del Santissimo Rosario
- 11 novembre: Fiera di San Martino

## Amministrazione
| Periodo        | Periodo        | Primo cittadino    | Partito                                                   | Carica  | Note          |
| -------------- | -------------- | ------------------ | --------------------------------------------------------- | ------- | ------------- |
| 23 aprile 1995 | 13 giugno 1999 | Giuseppe Del Negro | Lista civica di Centro-sinistra                           | Sindaco | [ 17 ]        |
| 14 giugno 1999 | 7 giugno 2009  | Felice Novello     | Lista civica                                              | Sindaco | [ 18 ] [ 19 ] |
| 8 giugno 2009  | 25 maggio 2014 | Ercole Del Negro   | Lista civica di Centro-destra'Per il popolo di Montazzoli | Sindaco | [ 20 ]        |
| 25 maggio 2014 | 26 maggio 2019 | Felice Novello     | Lista civica Alleati per Montazzoli                       | Sindaco | [ 21 ]        |
| 26 maggio 2019 | 9 giugno 2024  | Felice Novello     | Lista civica Alleati per Montazzoli                       | Sindaco | [ 22 ]        |
| 9 giugno 2024  | in carica      | Felice Novello     | Lista civica Alleati per Montazzoli                       | Sindaco | [ 22 ]        |